# Remon van Bochoven
Rémon van Bochoven (Zoetermeer, 27 april 1989) is een Nederlands voetballer die bij voorkeur in de spits speelt. Hij staat onder contract bij RKVV Westlandia, waarmee hij in de Derde divisie uitkomt. Eerder speelde hij voor Rijnsburgse Boys,Achilles '29 en Haaglandia.

## Carrière
Rémon van Bochoven begon bij het Zoetermeerse SV DSO. Vervolgens stapte hij over naar de jeugdopleiding van Haaglandia. Hier maakte hij in 2010 zijn debuut in het eerste elftal. In dat seizoen scoorde hij in zestien wedstrijden, voornamelijk als invaller, één doelpunt in de Topklasse Zondag. Het seizoen hierop scoorde hij als 22-jarige 25 competitietreffers. Hiermee werd hij topscorer, want zijn teamgenoot Erkan Sensoy kwam met 24 net tekort. Het financieel gepeste Haaglandia kon de diensten van Van Bochoven niet behouden en na een stage bij Heracles Almelo en FC Utrecht vertrok hij naar zaterdagtopklasser Rijnsburgse Boys. In een matig seizoen bij de Rijnsburgers scoorde hij 7 keer. Toen opnieuw een kans in het betaald voetbal zich opdeed was hij vastberaden deze met beide handen aan te grijpen en na een stage bij promovendus Achilles '29 waarin hij zelfs zijn pols brak, kreeg hij een contract aangeboden voor één jaar.

### Achilles '29
Op 3 augustus debuteerde Van Bochoven met Achilles in de Eerste Divisie in de uitwedstrijd tegen FC Emmen als invaller voor Freek Thoone. Ook in de negen volgende wedstrijden viel Van Bochoven in. Hij wist echter niet tot scoren te komen in deze wedstrijden. Op 6 oktober stond hij door een blessure bij Daan Paau voor het eerst in de basis, maar moest hij na een half uur met een hersenschudding het veld verlaten. Hierdoor miste Van Bochoven de thuiswedstrijd tegen Willem II. Na enkele invalbeurten startte hij vanaf de wedstrijd tegen FC Eindhoven weer een paar keer in de basis. In het 'kelderduel' tegen FC Oss beloonde hij François Gesthuizen's vertrouwen voor het eerst door een vrije trap knap binnen te schieten. Ook een week later stond Bokkie opnieuw op het scoreformulier: hij scoorde de 1-2 en de 3-3 tegen Helmond Sport (3-3). In de tweede wedstrijd van 2014, tegen koploper FC Dordrecht scoorde Van Bochoven zijn vierde doelpunt van het seizoen in de 4-2 nederlaag. Twee weken later scoorde Van Bochoven opnieuw, ditmaal tegen hoogvlieger Willem II met een hakbal, en ook tegen De Graafschap kwam hij op het scoreformulier, dankzij een volley op aangeven van Levi Raja Boean.
In de voorbereiding van het nieuwe seizoen was hij op stage bij divisiegenoot van Achilles, FC Emmen. Hij keerde voor het seizoen 2014/15 terug bij Haaglandia waar hij begon bij het zondagteam in de Zondag Hoofdklasse A. Vanwege zijn werk wilde hij in oktober 2014 de overstap maken naar het zaterdagteam in de eerste klasse.

## Statistieken
| Seizoen                        | Club             | Land      | Competitie           | Wed. | Goals |
| ------------------------------ | ---------------- | --------- | -------------------- | ---- | ----- |
| 2010/11                        | Haaglandia       | Nederland | Topklasse zondag     | 16   | 1     |
| 2011/12                        | Haaglandia       | Nederland | Topklasse zondag     | 27   | 25    |
| 2012/13                        | Rijnsburgse Boys | Nederland | Topklasse zaterdag   | 26   | 7     |
| 2013/14                        | Achilles '29     | Nederland | Eerste divisie       | 35   | 6     |
| 2015/16                        | Westlandia       | Nederland | zondag Hoofdklasse A | 23   | 9     |
| 2016/17                        | Westlandia       | Nederland | Derde divisie        | 22   | 19    |
| Totaal                         | Totaal           | Totaal    | Totaal               | 149  | 67    |
| Bijgewerkt tot 7 februari 2017 |                  |           |                      |      |       |

## Erelijst
Persoonlijk
- Topscorer Topklasse Zondag: 2012